# 埼玉県道397号堀兼根岸線

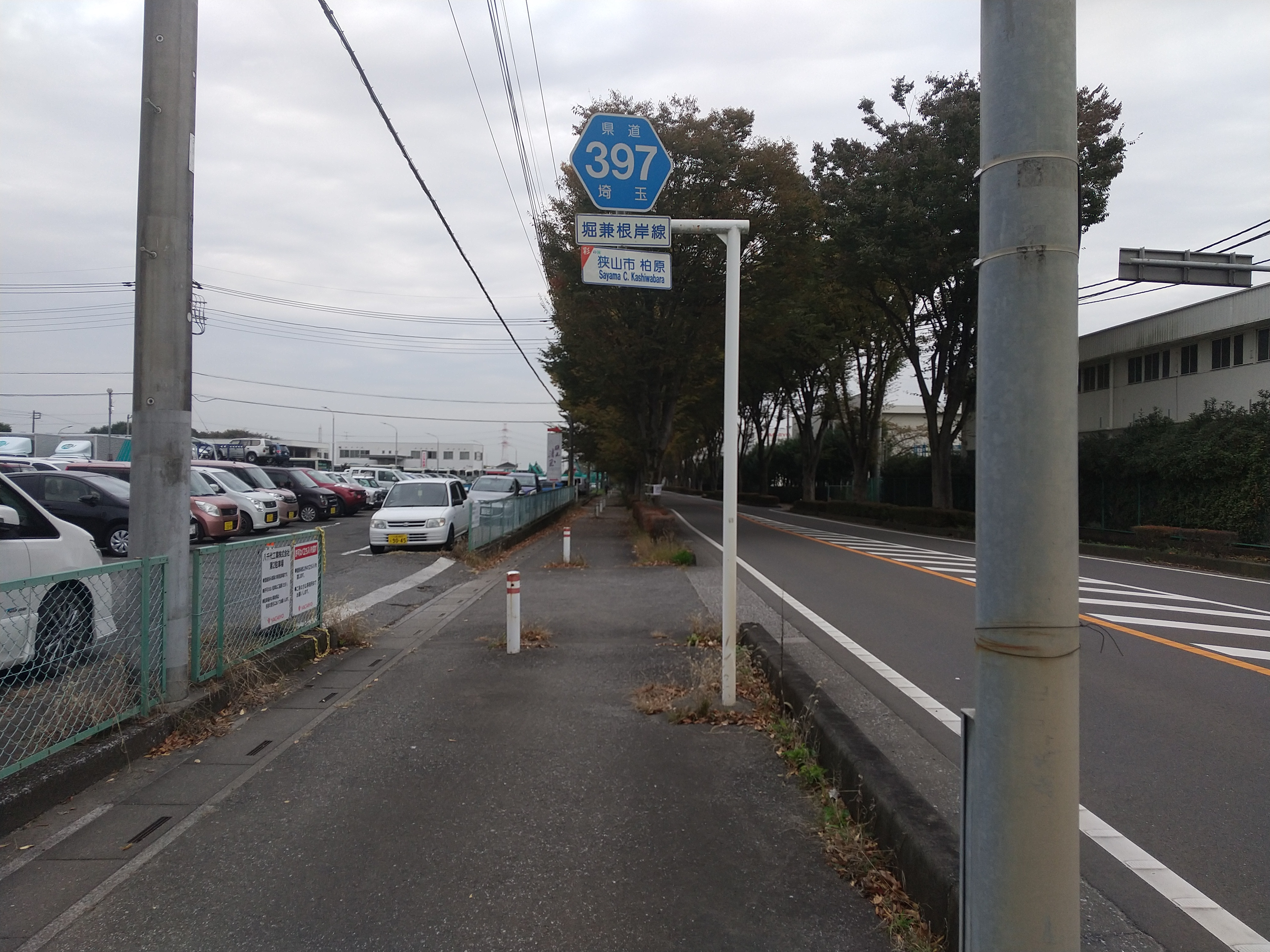
狭山市柏原

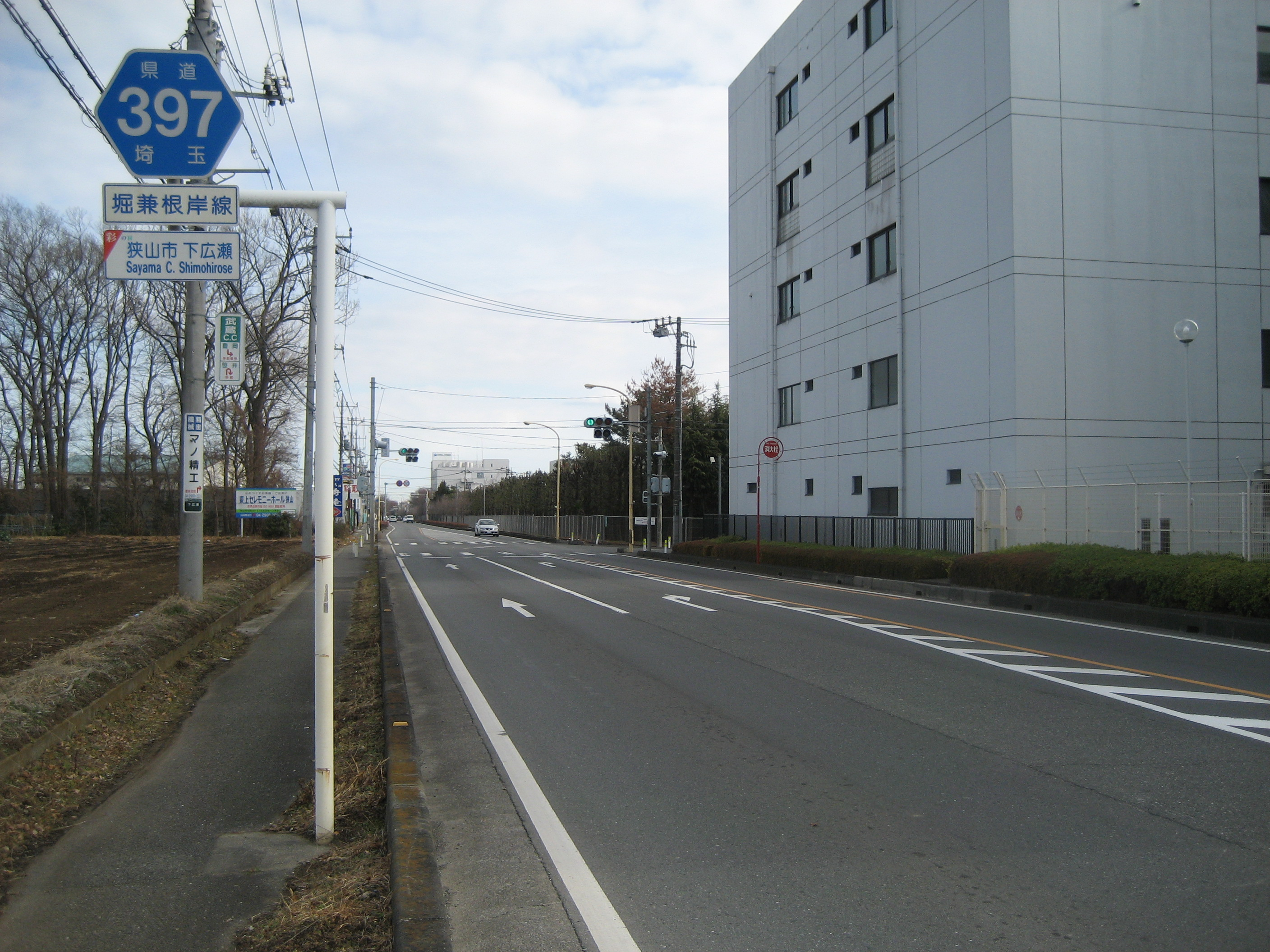
狭山市下広瀬

埼玉県道397号掘兼根岸線（さいたまけんどう397ごう ほりがねねぎしせん）は埼玉県狭山市堀兼と根岸を結ぶ一般県道である。

## 概要
起点は埼玉県狭山市の堀兼交差点。起点から国道16号と立体交差する上奥富中交差点まで埼玉県道126号所沢堀兼狭山線と重複する。起点から上奥富中交差点までは4車線。上奥富中交差点から狭山日高IC西交差点までは2車線となる。したがって、当県道の単独指定区間においては全線2車線である。

## 路線データ

### 起点・終点・総距離
- 起点：埼玉県道8号川越入間線交点
- 終点：埼玉県道262号日高狭山線交点
- 総距離：4,148m

### 交通規制
- 駐停車禁止（堀兼交差点 - 狭山日高IC西交差点）
- 最高速度50 km/h（沢交差点 - 狭山日高IC西交差点）
- 追い越しのための右側はみだし禁止（上奥富中交差点 - 狭山日高IC東交差点）

## 地理

### 交差する道路
| 交差する道路                                    | 交差点名              | 所在地 | 所在地 |
| ----------------------------------------------- | --------------------- | ------ | ------ |
| 埼玉県道126号所沢堀兼狭山線 国道463号・所沢方面 |                       |        |        |
| 埼玉県道8号川越入間線                           | 堀兼                  | 狭山市 | 堀兼   |
| 埼玉県道340号中新田入間川線                     | 田中                  | 狭山市 | 沢     |
| 国道16号                                        | 上奥富中（※立体交差） | 狭山市 | 上奥富 |
| （柏原ニュータウン通り）                        | 柏原中学校入口        | 狭山市 | 柏原   |
| 埼玉県道260号鯨井狭山線                         | 柏原小入口            | 狭山市 | 柏原   |
| （狭山中央通り）                                | 智光山公園入口        | 狭山市 | 下広瀬 |
| 国道407号                                       | 狭山日高IC東          | 狭山市 | 下広瀬 |
| C4 首都圏中央連絡自動車道                       | 狭山日高IC            | 狭山市 | 根岸   |
| 埼玉県道262号日高狭山線                         | 狭山日高IC西          | 狭山市 | 根岸   |
| 埼玉県道347号馬引沢飯能線 飯能方面              |                       |        |        |

### 重複区間
- 埼玉県道126号所沢堀兼狭山線（狭山市堀兼「堀兼交差点」 - 上奥富）

### 沿線の主な施設
- 狭山市立狭山台中学校
- 狭山市立狭山台南小学校
- 上奥富運動公園
- 狭山市立柏原中学校
- 狭山市立柏原小学校